# NGC 4057
NGC 4057 (другие обозначения — NGC 4065, UGC 7050, MCG 4-29-7, ZWG 98.42, ZWG 128.7, VV 179, PGC 38156) — эллиптическая галактика (E) в созвездии Волос Вероники. Открыта Уильямом Гершелем в 1785 году.
Этот объект занесён в Новый общий каталог дважды, с обозначениями NGC 4057 и NGC 4065. Это связано с тем, что галактику независимо открыл Джон Гершель в 1832 году.
Сверхновая SN 2008bf была обнаружена между галактиками NGC 4055 и NGC 4057. Эта галактика или соседнее с ней пространство является источником рентгеновского излучения.
Галактика NGC 4065 входит в состав группы галактик NGC 4065. Несмотря на то, что галактика проецируется на центр группы, её лучевая скорость показывает, что она находится на определённом расстоянии от центра. В группе наблюдается некоторое количество межгалактического вещества. Помимо NGC 4065 в группу также входят NGC 4076 и NGC 4092.